# Lenz Meierott
Lenz Meierott (* 8. Mai 1942 in Nürnberg) ist ein deutscher Musikwissenschaftler und Botaniker.

## Leben

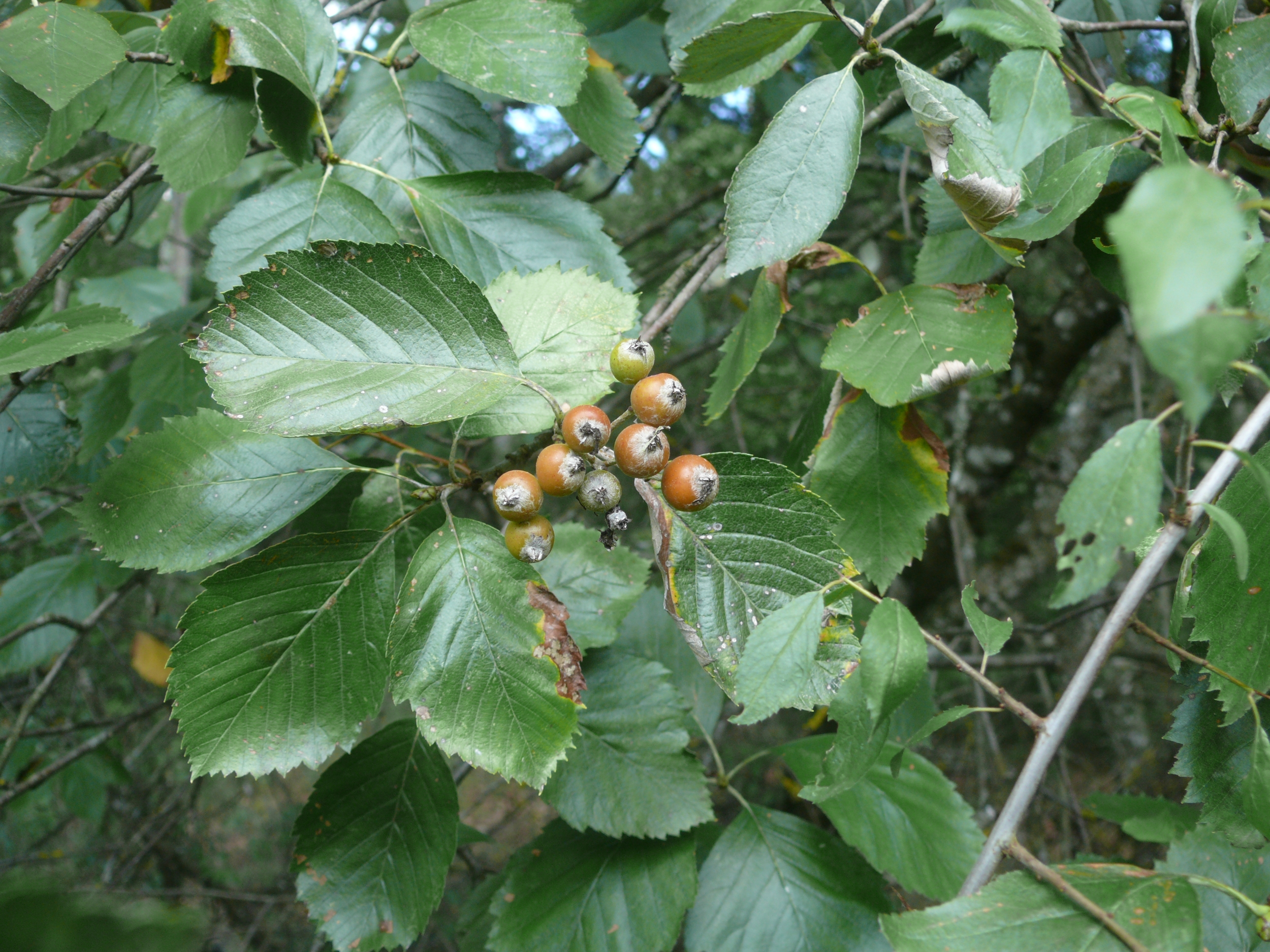
Meierotts Mehlbeere (Sorbus meierottii)

Lenz Meierott promovierte 1974 über kleine Flötentypen in der Musik des 17. und 18. Jahrhunderts. Bis 2007 war er im Hauptberuf Musikwissenschaftler an der Hochschule für Musik Würzburg, wo er eine Professur innehatte. Der Komponist und Violinist Florian Meierott ist sein Sohn.
Neben seinem Hauptberuf erarbeitete sich Lenz Meierott einen Ruf als hervorragender Kenner der Flora vor allem seiner fränkischen Heimat. Zusätzlich zu umfangreichen Kartierungen über alle Gefäßpflanzenarten des Gebietes erstellte er unter anderem mehrere Erstbeschreibungen von Kleinarten der Gattungen Mehlbeeren bzw. Brombeeren:
- Thüngersheimer Mehlbeere (Sorbus haesitans Meierott)[4]
- Würzburger Mehlbeere (Sorbus herbipolitana Meierott)[5]
- Langblättrige Mehlbeere (Sorbus perlonga Meierott)[6]
- Mädchen-Mehlbeere (Sorbus puellarum Meierott)[7]
- Breitgesäß-Haselblattbrombeere (Rubus latisedes Meierott)[8][9][10][11]

- Verstecktdrüsen-Brombeere (Rubus occultiglans Meierott)[12][13][14][15]

- Flaumige Haselblattbrombeere (Rubus puberulus Meierott)[16][17][18]

## Auszeichnungen, Ehrungen
2009 erhielt er den Akademie-Preis der Bayerischen Akademie der Wissenschaften für „seine außerordentlichen Verdienste um die Erforschung der Flora Unterfrankens“. 2015 wurde ihm die Bayerische Staatsmedaille für besondere Verdienste um die Umwelt verliehen. Seit 2022 ist Meierott Ehrenmitglied der Bayerischen Botanischen Gesellschaft.
Seine Arbeiten speziell zu Mehlbeer- und Brombeer-Arten wurden u. a. dadurch gewürdigt, dass die Arten Meierotts Mehlbeere (Sorbus meierottii N. Mey.) und Meierotts Brombeere (Rubus meierottii H. E. Weber) nach ihm benannt wurden.

## Privates
Meierott ist verheiratet und hat zwei erwachsene Kinder. Er lebt in der Nähe von Würzburg.

## Werke

### Musikwissenschaft
- Die geschichtliche Entwicklung der kleinen Flötentypen und ihre Verwendung in der Musik des 17. und 18. Jahrhunderts (1974)
- Berliner Lautentabulaturen in Krakau (1992)
- Geschichte der Musik: Ein Studien- und Nachschlagebuch (1993)
- Berliner Lautentabulaturen: Zwei Handschriften aus der Mitte des 17. Jahrhunderts für Gitarre und Laute (1996)
- Musik und Hochschule: 200 Jahre akademische Musikausbildung in Würzburg (2007)
- Lexikon der Flöte: Flöteninstrumente und ihre Baugeschichte – Spielpraxis – Komponisten und ihre Werke – Interpreten (2008)
- Materialien zur Musikgeschichte – für die Sekundarstufe II (1980/1983/1997)

### Botanik
- Kleines Handbuch zur Flora Unterfrankens. Kommentierte Artenliste Phanerogamen, Moose, Literaturverzeichnis, Photos von früheren Erforschern und Kurzbiographien. Selbstverlag  (1984, 4. Auflage 2001)
- mit Krzysztof Rostanski: Zur Gattung Oenothera L. in Franken - mit besonderer Berücksichtigung von Oenothera stucchii Soldano (neu für Deutschland). In: Forum Geobotanicum (2006)
- Cerastium brachypetalum Desp. ex Pers. und Cerastium tenoreanum Ser. (Caryophyllaceae) in Franken. In: Forum Geobotanicum (2008)
- Flora der Haßberge und des Grabfelds. Neue Flora von Schweinfurt. Unter Mitarbeit von Otto Elsner, Rainer Otto, Hans Scheller und Christian Weingart. IHW-Verlag, Eching 2008, ISBN 978-3-930167-70-8 (zwei Bände).
- Neue Funde von Pflanzen – Unterfranken (2009)
- Ernst Koch (1843–1926), seine floristischen Aktivitäten in Südthüringen und Franken und sein bisher unveröffentlichtes Manuskript „Neue Funde von Pflanzen – Unterfranken“ (2009)
- Erinnern: Johann Friedrich Emmert (1802–1868) und sein Herbar; Pflanzensammeln und Pflanzentausch um 1850 (2011)
- mit Wolfgang Lippert: Kommentierte Artenliste der Farn- und Blütenpflanzen Bayerns. Vorarbeiten zu einer neuen Flora von Bayern (= Berichte der Bayerischen Botanischen Gesellschaft, Sonderband). 1. Auflage. Bayerische Botanische Gesellschaft, München Dezember 2014.
- mit Wolfgang Lippert: Kommentierte Artenliste der Farn- und Blütenpflanzen Bayerns. Vorarbeiten zu einer neuen Flora von Bayern. Online-Version (= Berichte der Bayerischen Botanischen Gesellschaft, Sonderband). 2. Auflage. Bayerische Botanische Gesellschaft, München Dezember 2018 (bbgev.de [PDF]).
- mit Andreas Fleischmann, Marcel Ruff, Wolfgang Lippert †: Flora von Bayern. Haupt Verlag. Bern 2024. ISBN 978-3-258-08359-9.[24]
- Liste mit zahlreichen weiteren Veröffentlichungen auf flora-germanica.de, Neuere Einzelveröffentlichungen[25]